# مارکوس آئوریلیو (بازیکن فوتبال، زاده ۱۹۷۷)
مارکوس آئوریلیو فرناندز دا سیلوا (به پرتغالی: Marcos Aurélio Fernandes da Silva) هافبک, Centre-back اهل برزیل است که در شهر Franca و در تاریخ ۲۳ سپتامبر ۱۹۷۷ به دنیا آمده‌است.
مارکوس آئوریلیو فرناندز دا سیلوا در تیم‌های فوتبال Mirassol سابقهٔ حضور دارد.